# Chimonobambusa utilis
Chimonobambusa utilis là một loài thực vật có hoa trong họ Hòa thảo. Loài này được (Keng) Keng f. mô tả khoa học đầu tiên năm 1948.